# NGC 7588
NGC 7588 este o galaxie situată în constelația Pegas. A fost descoperită în 3 noiembrie 1864 de către Albert Marth.